# Kurt Heegner
Kurt Heegner (* 16. Dezember 1893 in Berlin; † 2. Februar 1965 in West-Berlin (Berlin-Steglitz)) war ein deutscher Mathematiker, Physiker und Ingenieur. Er lebte und wirkte in Berlin und wurde durch seine zahlentheoretischen Entdeckungen bekannt.

## Leben
Heegners 1910 verstorbener Vater Otto war verbeamteter Buchhalter (Obercalculator) im Dienst des Deutschen Reichs und zuletzt Rechnungsrat. Aus seiner Ehe mit Clara Fechner gingen drei Söhne und eine Tochter hervor.
Heegner machte 1913 Abitur am Askanischen Gymnasium in Berlin und studierte bis 1917 Mathematik und Physik in Berlin bei Hermann Amandus Schwarz, Konrad Knopp, Max Planck, Arthur Wehnelt und Heinrich Rubens. Im Ersten Weltkrieg war er seit 1917 zum Militär eingezogen und in der Funk-Forschung tätig, wahrscheinlich in Berlin. Dort erwachte sein Interesse für Elektronik. 1920 promovierte er in Jena bei Walter Rogowski, seinem ehemaligen Vorgesetzten in der militärischen Forschung im Ersten Weltkrieg, mit einer Arbeit über Zwischenkreis-Röhrensender, in der auch elliptische Kurven diskutiert werden. Er veröffentlichte in den 1920er und 1930er Jahren (zuletzt 1938) verschiedene Aufsätze über Schwingungserzeugung mit Elektronenröhrenschaltungen und Piezokristalle, unter anderem mit dem Japaner Watanabe. Er meldete auch Patente an, so eines auf die Heegner-Schaltung (1933), das er zunächst an die Firma Loewe lizenzierte; aber Ende der 1930er Jahre kam es zu Verhandlungen mit Telefunken, die es auch im Rahmen von Heereslieferungen nutzen wollten. Bis Kriegsende erhielt er daraus beträchtliche Lizenzgebühren. 1932 bis 1946 war er Privatgelehrter in Berlin, wo er sich 1939 mit der Arbeit Transformierbare automorphe Funktionen und quadratische Formen und seinen anderen in der Mathematischen Zeitschrift veröffentlichten Arbeiten in Mathematik habilitierte (Dr. habil.). Die mündliche Prüfung nahmen Werner Weber und Erhard Schmidt ab. Eine erste mathematische Veröffentlichung erfolgte 1929/30 und 1932 nach mehrfacher Überarbeitung, nachdem der Referent Erich Hecke die Darstellung unverständlich und veraltet fand und Hasse den Bonner Mathematiker Erich Bessel-Hagen bei dessen Aufenthalt in Berlin bat, Heegner bei der Überarbeitung in der Sprache der modernen Algebra zu helfen. Von den 1930er Jahren bis 1956 veröffentlichte er mehrere Arbeiten u. a. über elliptische und Automorphe Funktionen, Abelsche Integrale und quadratische Formen z. B. in den Mathematischen Annalen und der Mathematischen Zeitschrift.
Um 1946 kam er anscheinend zufällig wieder in Kontakt mit Erhard Schmidt, der nach dem Krieg die Mathematik an der Berliner Universität wieder aufbaute und in der Nähe von Heegner wohnte. Beiläufig erwähnte er seine Arbeiten zum Gauß-Problem und Schmidt und Helmut Hasse (der mit Heegner schon in den 1930er Jahren anlässlich der Veröffentlichung verschiedener Arbeiten in Crelles Journal Kontakt hatte) besorgten ihm eine Stelle beim Zentralblatt für Mathematik am Forschungsinstitut für Mathematik der Akademie der Wissenschaften, wo er 1947 bis 1950 war. Danach lebte er zurückgezogen in Berlin-Steglitz. Um eine feste Anstellung an einer Universität scheint er sich nie bemüht zu haben und auch seine Habilitation diente ihm anscheinend nur dazu, Anerkennung als Mathematiker zu erhalten.
Er starb verarmt in seiner Wohnung in Berlin-Steglitz, in der er seit 1932 wohnte (Elisenstraße 7). Gefunden wurde er am 2. Februar, wahrscheinlich starb er aber schon mehrere Tage vorher um den 31. Januar. Zuletzt unterstützte ihn seine Schwester Lotte Hensel, die mit dem Mathematiklehrer Ernst Hensel verheiratet war (nicht verwandt mit Kurt Hensel). Heegner war ledig und wohnte lange mit seiner Mutter, die auch mit ihrer Witwenpension eine finanzielle Stütze war. Sie starb 1942. Er galt als verschroben und widmete sich intensiv religiösen Studien. Beispielsweise ist das Manuskript seiner Arbeit zum Gaußschen Klassenzahlproblem mit den Worten des Rezitativs der Kantate Nr. 51 von Johann Sebastian Bach überschrieben. Nachbarn kannten ihn später als Jesus von Steglitz. Er hatte einen langen weißen Bart und Pferdeschwanz-Frisur. Im Zweiten Weltkrieg bewies er Mut, als er während der Bombenangriffe in seiner Wohnung blieb und im Haus abgeworfene Brandsätze entfernte. Er stand auch zu seinem älteren Bruder Fritz, der eine jüdische Frau hatte.

## Werk
Auf Anregung von Schwarz befasste er sich mit dem Problem von Ernst Eduard Kummer, alle Vierecke mit rationalen Seiten und Diagonalen zu bestimmen und Tetraeder mit rationalen Seiten und Volumina. Heegner benutzte dazu die Theorie Elliptischer Funktionen und Modulfunktionen.
1952 veröffentlichte Heegner einen Beweis einer schon von Carl Friedrich Gauß aufgestellten Vermutung über die Zahl der imaginärquadratischen Zahlkörper mit Klassenzahl 1 in der Zahlentheorie (Gaußsches Klassenzahlproblem), bei dem die nach ihm benannten Heegner-Punkte eine wichtige Rolle spielen. Zuvor hatte Heegner schon mehrere Arbeiten über Modulfunktionen veröffentlicht. Weil der Beweis schwer verständlich war, einige kleinere Fehler enthielt und von einem akademischen Außenseiter stammte, wurde er jahrelang nicht anerkannt. Erst als Harold Stark im Jahr 1967 einen ähnlichen Beweis fand, der zu Heegners Beweis äquivalent ist, wurde auch Heegner nach seinem Tod Anerkennung zuteil.
Eine Rolle dabei spielten neben Stark Max Deuring, Curt Meyer und Carl Ludwig Siegel.
Nach Heegner sind die Heegner-Zahlen benannt, die in dem erwähnten Problem eine Rolle spielen, sowie Heegner-Punkte (von Bryan Birch) in der Zahlentheorie elliptischer Kurven. Heegner war der erste, der das Problem kongruenter Zahlen mit elliptischen Kurven verband und 1952 bewies, dass eine Primzahl {\displaystyle p} eine kongruente Zahl ist, wenn {\displaystyle p\equiv 5{\pmod {8}}} oder {\displaystyle p\equiv 7{\pmod {8}}}. Die meisten späteren Resultate in dieser Richtung (z. B. die Methoden von Jerrold Tunnell) setzen die unbewiesene Vermutung von Birch und Swinnerton-Dyer voraus.
Sein Nachlass, unter dem sich auch unveröffentlichte mathematische Arbeiten befinden, kam über seine Schwester Lotte an Max Deuring und befindet sich in der Staats- und Universitätsbibliothek Göttingen. Unterlagen zu seinen Patenten finden sich im Telefunken-Archiv im Deutschen Technik-Museum Berlin.

## Schriften
- Diophantische Analysis und Modulfunktionen. In: Mathematische Zeitschrift. 56, 1952, S. 227–253.